# Académie de Nice
L'académie de Nice est une circonscription éducative, gérée par un recteur. Elle regroupe les ensembles scolaires des départements des Alpes-Maritimes (06) et du Var (83). Le rectorat est situé à Nice.
Lors de la création des régions académiques en 2015, l'académie est rattachée à la région académique Provence-Alpes-Côte d'Azur.
L'Académie de Nice fait partie de la zone B du calendrier scolaire.
L'académie de Nice a été créée en 1965. Jusqu'à la création de l'académie de Corse en 1975, elle comprenait, outre les Alpes-Maritimes et le Var, les deux départements de Corse.

## Recteurs
- 1965-1976 : Robert Davril[4]
- 1976-1981 : Paul Pastour[5]
- 1981-1984 :  Paul Verdier[6]
- 1984- 1985 : Georges Riera[7]
- 1985-1986 : Monique Lafon-Augé[8]
- 1986-1989 : Didier Linotte[9]
- 1989-1993 :  René Blanchet[10]
- 1993-1996 : Pierre Ferrari[11]
- 1996-1998 : Gérard-François Dumont[12]
- 1998-2000 : Maurice Quénet[13]
- 2000-2003 : Bernard Saint-Girons[14]
- 2003-2005 : Jean-Marie Carbasse[15]
- 2005-2009 : Jean-Claude Hardouin[16]
- 2009-2010 : Christian Nique[17]
- 2010-2015 : Claire Lovisi[18]
- 2015-2019 : Emmanuel Ethis[19].
- 2019-2022 : Richard Laganier[20].
- 2022 -       : Natacha Chicot

En 2018, dans le cadre de la réforme de l’administration territoriale de l’État, le gouvernement annonce travailler sur un projet de fusion de l'académie de Nice avec l'académie d'Aix-Marseille. Cette fusion est annulée en 2019 par Jean-Michel Blanquer, ministre de l’Éducation nationale, devant la commission des affaires culturelles et de l'éducation de l'Assemblée nationale.
Les chiffres du brevet des collèges sont eux artificiellement gonflés par le rectorat pour améliorer en apparence les résultats obtenus. Le gouvernement indique que cet écart est d'environ 5 % en 2023, le deuxième écart le plus important en France métropolitaine.